# Ecologia industrial

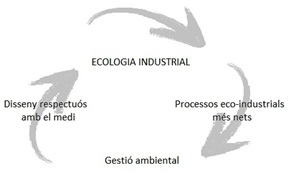
ecologia industrial

L'ecologia industrial és una àrea multidisciplinària que pretén assimilar el funcionament dels sistemes industrials al dels ecosistemes naturals. Això implica una interrelació d'indústries i una relació sostenible amb el medi natural i social que envolta el sistema industrial.
El desenvolupament econòmic basat en la producció massiva de béns i serveis ha provocat greus danys ambientals. Aquesta situació ha portat a la civilització a afrontar un gran repte: transformar les economies industrialitzades en sistemes industrials sostenibles, integrant les activitats humanes amb els sistemes físics, químics i biològics del planeta. D'aquesta forma, com a resultat de l'aparició i evolució de diversos conceptes desenvolupats des dels anys setanta fins avui dia sorgeix el concepte d'ecologia industrial com a alternativa sota la qual els sistemes de producció lineal es converteixen en cíclics.

## Ecosistemes naturals i ecosistemes industrials
El concepte d'ecologia industrial prové de la intenció de fer funcionar els sistemes industrials com a ecosistemes naturals, és el que s'anomena la metàfora de l'ecologia industrial.
| Biosfera               | Tecnosfera                     |
| ---------------------- | ------------------------------ |
| Medi ambient           | Mercat                         |
| Organisme              | Companyia                      |
| Producte natural       | Producte industrial            |
| Selecció natural       | Competència                    |
| Ecosistema             | Ecoparc industrial             |
| Nínxol ecològic        | Nínxol del mercat              |
| Anabolisme/Catabolisme | Manufactura /Gestió de residus |
| Mutació i selecció     | Disseny pel medi ambient       |
| Successió              | Creixement econòmic            |
| Adaptació              | Innovació                      |
| Xarxa alimentària      | Cicle de vida del producte     |

De totes maneres l'ecologia industrial és més que una simple metàfora.

## Eines metodològiques i polítiques recomanades
L'EI no es limita només al tancament de cicles, sinó que també utilitza altres eines per tal de disminuir l'impacte ambiental, millorar l'ecoeficiència i augmentar la rendibilitat amb l'objectiu final de tendir cap a la sostenibilitat.
Algunes de les eines que s'utilitzen en projectes d'ecologia industrial són:
- Anàlisi de fluxos de matèria (Material Flow Analysis, MFA): basat en el balanç de massa, que permet veure el flux de matèria que entra i surt d'un sistema.
- Anàlisi de cicle de vida (Life Cycle Assessment, LCA): permet determinar els impactes ambientals associats al cicle de vida d'un producte o servei.
- Anàlisi econòmic ambiental (Environmental Cost Acounting): permet quantificar els costos econòmics associats als costos ambientals.
- Sistema d'indicadors per a l'ecologia industrial: són fonamentals per a avaluar la sostenibilitat de qualsevol procés o activitat.

Per tal d'implantar l'ecologia industrial s'intenta promoure una sèrie de polítiques i activitats que generin beneficis en tots els vessants de la sostenibilitat. Algunes polítiques, com el foment de les bones pràctiques i la producció més neta, pretenen augmentar l'ecoeficiència. D'altres, com és el cas del foment del bescanvi de residus, són més pròpies de l'ecologia industrial. Aquest es basa en la creació de xarxes entre activitats o sectors on es bescanvien els residus d'una com a matèria primera d'una altra. Una de les eines que s'utilitzen per a fomentar aquests bescanvis són les Borses de subproductes.

## Un exemple d'ecologia industrial: Kalundborg

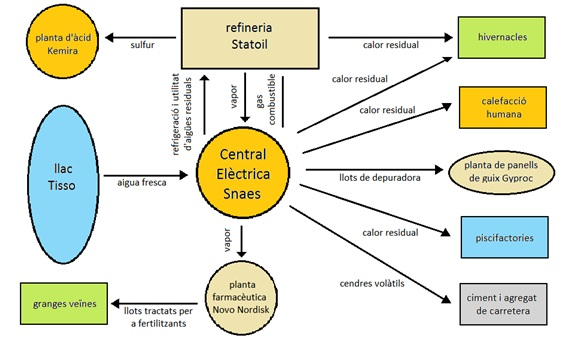
Kalundborg

El parc industrial de Kalundborg és a Dinamarca i s'ha convertit en una de les experiències més completes de simbiosi industrial arreu del món.
El parc industrial de Kalundborg és una xarxa de “simbiosi industrial” situada a Dinamarca, en la qual les empreses de la regió col·laboren per reutilitzar els subproductes d'unes i altres i compartir recursos. Aquest parc és la primera experiència de simbiosi industrial. Va néixer als anys 70 com a resposta a la necessitat de trobar utilitat als residus generats i fer front a les sancions econòmiques derivades de les emissions atmosfèriques generades, no a través de la planificació governamental, pel que és un model per a la planificació privada de parcs industrials ecològics.
El centre de la xarxa d'intercanvi és la central elèctrica de Asnæs, una planta tèrmica de carbó de 1500MW, que abasteix de matèries i energia a tota la xarxa vinculada. L'excés de calor d'aquesta planta d'energia s'utilitza per escalfar 3.500 llars locals, a més d'una piscifactoria propera, on els llots es venen després com a fertilitzant. El vapor de la planta d'energia es ven a Novo Nordisk, un fabricant de productes farmacèutics, a més de la planta d'energia Statoil. Aquesta reutilització de calor redueix la contaminació tèrmica descarregada a prop d'un fiord. A més, un subproducte del diòxid de sofre depurador de la central conté guix, que es ven a un fabricant de panells de guix. Gairebé la totalitat de les necessitats de guix del fabricant es compleixen d'aquesta manera, el que redueix la quantitat de la mineria a cel obert. A més, les cendres volants de la planta d'energia s'utilitzen per a la construcció de carreteres i la producció de ciment. Aquests intercanvis de residus, aigua i materials han augmentat en gran manera l'eficiència ambiental i econòmica, així com la creació d'altres beneficis menys tangibles per a aquests actors, inclòs l'intercanvi de personal, equips i informació.